# Eumicrota minutissima
Eumicrota minutissima är en skalbaggsart som beskrevs av Thomas Casey 1906. Eumicrota minutissima ingår i släktet Eumicrota och familjen kortvingar. Inga underarter finns listade i Catalogue of Life.